# Ichmul

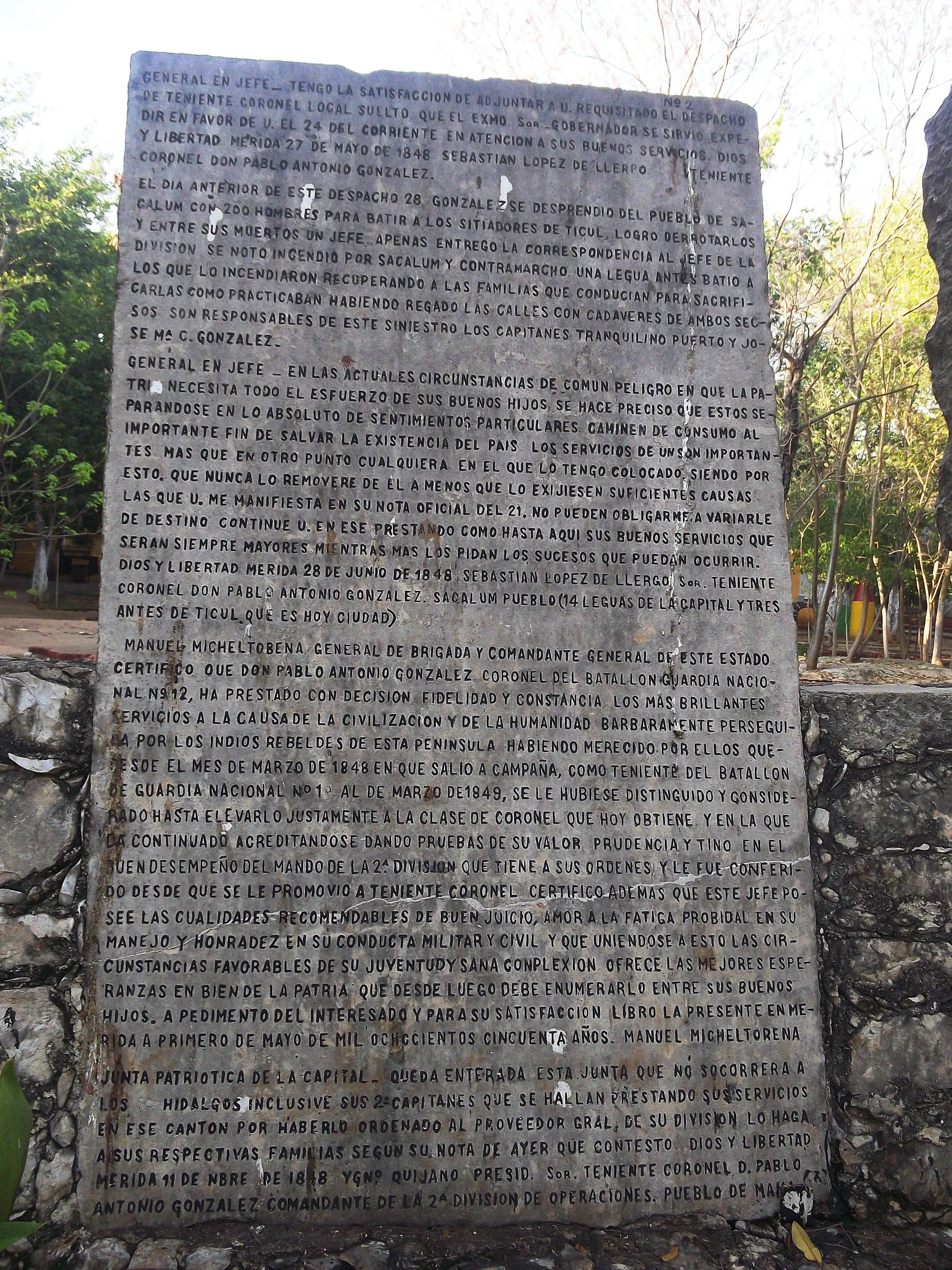
Piedra grabada que narra un episodio de la Guerra de Castas ocurrido en Ichmul

Ichmul es una localidad de Yucatán en México, perteneciente al municipio de Chikindzonot, uno de los 106 que integran la entidad federativa. Se encuentra muy cerca de la frontera con el vecino estado de Quintana Roo.

## Localización
La localidad de Ichmul se encuentra en la región denominada poniente del estado, entre las poblaciones de Peto y de Tihosuco. Cuenta con una iglesia colonial del siglo XVI de interés arquitectónico.

## Toponimia
El término Ichmul en idioma maya significa entre cerros.  

## Datos históricos
No se conoce la fecha de fundación del pueblo de Ichmul; sin embargo, se sabe que antes de la conquista de Yucatán la zona donde está enclavada la localidad perteneció a la jurisdicción maya de Cochua. Nacahum Cochua fue el halach uinik que gobernó el pueblo previo a la conquista en el siglo XVI, según la tradición oral.
A fines de siglo XVI se estableció en la región una encomienda otorgada a Antonio Méndez, quien casó con la viuda del conquistador Francisco Hernández, misma que después se extendió hasta el final de la colonia.
Hacia el año de 1579 se reportaron 400 jefes de familia en Ichmul. En ese entonces se fundó un convento que fue el causante de un incremento de la población. Para 1604 el encomendero era Diego González, quien se beneficiaba de las cosechas de maíz, de miel, algodón y de la avicultura.
Durante la guerra de Castas, cuyo desarrollo fue particularmente violento en toda esa región, la población blanca y mestiza se fortificó para defenderse de los mayas rebeldes que llegaron a sitiar la población y a diezmar las tropas que la defendían. El 19 de diciembre de 1847 la ciudad quedó sometida a los mayas. En 1848 los rebeldes fueron finalmente expulsados y rechazados hacia la selva.
En el siglo XX, después de haber pertenecido a la jurisdicción de Peto, la población pasó a depender del municipio de Chikindzonot hacia 1971, durante el gobierno de Carlos Loret de Mola Mediz.